# Frea subcostata
Frea subcostata är en skalbaggsart som beskrevs av Hermann Julius Kolbe 1891. Frea subcostata ingår i släktet Frea och familjen långhorningar. Inga underarter finns listade i Catalogue of Life.